# 木屋川
木屋川（こやがわ）は、木屋川水系の本流で山口県長門市及び下関市を流れる二級水系の本流。吉田川とも呼ばれる。

## 地理
山口県長門市俵山の大笹峠付近に源を発し、俵山温泉の傍を流れる。下関市に入り、木屋川ダム（豊田湖）、湯の原ダムを経た後、旧菊川町の中心部で最大の支流田部川と合流し、下関市小月で周防灘に注ぐ。中流域にはゲンジボタルが生息する。
河口域では春から秋にかけて、積み石を使った「石グロ漁法」という伝統的な方法でウナギ漁が行われている。木屋川と稲見川合流付近「協働による 花と歴史と安らぎの郷づくり」で、平成27年度手づくり郷土賞（出会いを演出する街角）受賞。

## 流域の自治体
山口県
長門市、下関市

## 主な支流
- 稲見川
- 日野川
- 歌野川 - 歌野川ダムがある。
- 田部川 - 別称の菊川は、旧菊川町の名前の由来となっている。支流山瀬川に内日ダムがある。

## 並行する交通

### 鉄道
- 長門鉄道（小月～西市間） 1918年開業、1956年廃止。

### 道路
- 山口県道34号下関長門線